# Периферна нервна система
Периферната нервна система (ПНС) е продължение на централната нервна система (ЦНС), която се състои от главния мозък и гръбначния мозък. Основната функция на периферната нервна система е да свързва ЦНС с крайниците и органите на тялото при гръбначните организми. За разлика от ЦНС, ПНС не е защитена от костна тъкан (череп и гръбначен стълб), както е при главния и гръбначния мозък, и е незащитена от токсини и механични увреждания. ПНС се дели на соматична нервна система и вегетативна нервна система.
Нервите на периферната нервна система включват в състава си еферентни (моторни или двигателни) и аферентни (сетивни) влакна.
Еферентните влакна представляват аксони на мотоневрони от мозъчния ствол, гръбначния мозък и вегетативната система (пред- и следвъзлови нерврони). Те изпращат сигнали до скелетните, гладките и сърдечните мускули, както и до жлезите с вътрешна и външна секреция.
Сетивните (аферентни) влакна произлизат от биполярни и псевдоуниполарни неврони, чиито клетъчни тела се намират спиналните ганглии и в ганглиите на сетивните черепномозъчни нерви. Те провеждата сетивна информация от различни органи и тъкани към структури на ЦНС, където тя се интегрира, обработва и се изготвя съответен отговор. Изключения от посоченото правило са сетивните влакна на обонятелните нерви (n. olfactorius), на зрителния нерв (n. opticus) и проприоцептивните влакна на троичния нерв (n. trigeminus).
Влакната на периферната нервна система са класифицирани в три групи – А, В и С, въз основа на скоростта, с която провеждат нервните импулси, като и на величината на напречното им сечение и дебелината на миелиновата им обвивка.
Влакната от група А са подразделени на: А-α, А-β, А-γ. Соматичните моторни влакна са съставени и от трите подгрупи. С най-голяма дебелина (диаметър 22 µm) и скорост на провеждане на импулса (до 120 м/сек.) се характеризират А-α влакната, които инервират екстрафузалните мускулни влакна. Група B включва предвъзлови миелинови влакна на вегетативната нервна система, а тези от група C са безмиелинови и се характеризира с най-ниска скорост на провеждане – до 2 м/сек.
Периферната нервна система се разделя на соматична и автономна (вегетативна) нервна система.

## Соматична нервна система
Соматичната нервна система е свързана с двигателната дейност и сетивността. Нервите на тази система изхождат от главния и гръбначния мозък и благодарение на тях се осъществява двупосочна връзка между централната нервна система и частите на тялото. Соматичните аферентни нерви провеждат сетивна информация от сетивните органи и рецепторите до ЦНС, а еферентните (двигателни) – от ЦНС до скелетните мускули.
Соматичните нерви биват черепномозъчни и гръбначномозъчни. Според посоката, към която провеждат импулси соматичните нерви се делят на:
- смесени;
- сетивни;
- моторни.

## Автономна нервна система
Автономната нервна система осъществява неволевия контрол на вегетативните функции – обмяна на веществата и размножаване, чрез регулация на дейността на вътрешните органи, жлезистите структури, сърдечния мускул и гладките мускули на кръвоносните съдове. От своя страна вегетативната нервна система се подразделя два основни дяла – симпатикова и парасимпатикова нервна система. Някои автори включват и ентералната (чревна) нервна система, като отделен дяла на автономната нервна система. Симпатиковият дял включва нерви, изхождащи и от гръдната и лумбалната област на гръбначния мозък, както и симпатикови структури като симпатиковия ствол и превертебралните симпатикови възли. Парасимпатиковия дял има краниосакрален произход, което означава, че една част от нервните му влакна влизат в състава на черепномозъчните нерви (по-специално окуломоторният нерв (III), лицевият нерв (VII), глософарингеалният нерв (VIII) и вагусов нерв (X)), а другата изхождат и кръстцовите сегменти (S2-S4) на гръбначния мозък.
Ганглиите (възли) и сплетенията (плексуси) на периферната нервна система могат да се разделят условно на такива на соматичната и възли и плексуси на вегетативната нервна система.